# Завоевание и объединение Нурхаци чжурчжэньских племён
Завоевание и объединение Нурхаци чжурчжэньских племен — процесс создания единого Маньчжурского государства на северо-востоке современного Китая.

## История
В конце XVI века к северо-востоку от Минской империи усиливался чжурчжэньский племенной лидер и талантливый военачальник, бэйлэ Нурхаци (1559—1626). Он был старшим сыном бэйлэ Такши и внуком бэйлэ Гиочанги. Нурхаци являлся одним из князей шести небольших городов-крепостей в долине реки Суксухэ-бира (совр. кит. река Суцзыхэ).
В 1582 году при подстрекательстве Никан Вайлана, правителя чжурчжэньского городка Турунь, ляодунский наместник Ли Чэнлян приказал убить Гиочанги и Такши, деда и отца Нурхаци.

## Первый этап (1583—1589)
В 1583—1589 годах Нурхаци подчинил своей власти соседние племена так называемого Маньчжурского объединения. В 1583 году Нурхаци с группой конных воинов (13 чел.) совершил рейд на город Тулунь — резиденцию своего противника Никан Вайлана. Нурхаци взял город, но его враг смог бежать.
Вначале Нурхаци начал войну с племенем суксухухэ, проживавшем по нижнему течению реки Суксухухэ до впадения её в реку Хуньхэ. В мае 1585 года, еще до завоевания племени суксухухэ, Нурхаци предпринял первый поход на племя чжэчэнь, обитавшее в бассейне верхнего течения р. Хуньхэ, южнее хребта Ордо и севернее Улиншаня.
В июне 1586 года Нурхаци взял приступом город Эрхунь, где скрывался Никан Вайлан. После падения Эрхуня Никан Вайлан бежал в китайский Ляодун, но минские пограничные чиновники выдали его Нурхаци, который немедленно казнил своего врага.
В 1588 году на сторону Нурхаци перешли два старшины племени дунъо, после чего и все племя присоединилось к Маньчжоу. Дунъо обитали в бассейне реки Дунъохэ и её притоков. В том же 1588 году к Нурхаци добровольно присоединился вождь племени суань Гэрци. В том же году власти Нурхаци покорилось небольшое племя ванцзя, расселявшееся в верхнем течение р. Хадахэ (верхнее течение современной реки Цинхэ), бассейне р. Ацзинахэ, южнее гор Синлин и севернее горного хребта Ордо.
В том же 1588 году Нурхаци окончательно завершил покорение ряда крепостей и селений племени хуньхэ, которые до этого времени еще оставались вне пределов влияния Нурхаци: Чжаоцзя, Ханцзялу, Чжакумулу и Дунцзя. Племена хуньхэ жили в бассейне р. Хуньхэ, а также Илэдэнхэ от места её слияния с Суксухухэ до минской пограничной стены. К 1589 году Нурхаци объединил все чжурчжэньские племена, расселившиеся на территории бывшего Цзяньчжоуского округа.

## Второй этап (1589—1599)
На следующем этапе завоеваний Нурхаци покорил племена так называемого Чанбошаньского объединения — ялуцзян, нэинь и чжушэли (1589—1599). В 1591 году Нурхаци организовал военный поход на племя ялуцзян и в том же году полностью завоевал его. Это племя расселялось вдоль берегов реки Ялуцзян, к востоку от минской пограничной стены.
В 1593 году Нурхаци, несмотря на значительное численное превосходство врага, разгромил объединенные силы четырех племен Хулуньского объединения, двух племен Чанбошаньского объединения и трех монгольских аймаков, выступивших в поход на Маньчжоу. В ноябре 1593 года Нурхаци подчинил своей власти племя чжушэли.
В апреле 1594 года Нурхаци окончательно присоединил к своим владениям племя нэинь, обитавшее по реке Фодохэхэ, впадающей в реку Эхэнэинь. Также восстание племен Чанбошанского объединения против Нурхаци было подавлено.
В феврале 1598 года Нурхаци организовал первый военный поход на племя варка в районах Аньчулаку и Нэйхэ.

## Третий этап (1599—1614)
В 1599 году Нурхаци начал войну против Хулуньского племенного объединения чжурчжэней (племен хада, хойфа и ула). В минской историографии племена объединения Хулунь известны как чжурчжэни Хайси.
В октябре 1599 года Нурхаци завоевал и подчинил своей власти племя хада после семидневной битвы под городком Хада, центром территории этого племени. После падения города Хада все городки на территории этого племени добровольно подчинились Нурхаци. После завоевания хада Нурхаци обратился против племени хойфа. Название этого племени происходит от названия реки Хойфахэ, в бассейне которой оно проживало. В октябре 1607 года Нурхаци выступил в поход на хойфа. В битве с ним погибли вождь хойфа Байиньдали и его сыновья, а их войско было разбито. Хойфачэн, столица племени хойфа, был взят. Местные население перешло на сторону Нурхаци.
В 1607 году Нурхаци организовал поход на город Фэйю, принадлежавший племени варка. Военачальники Нурхаци, использовав недовольство жителей Фэйю вождем племени ула — Бучжаньтаем, который их подчинил, захватили и разорили этот город. Одновременно Нурхаци предпринял походы на племя воцзи, проживавшее к северо-западу от Фэйю. В июне 1607 года войска Нурхаци напали на три района племени воцзи — Хэсихэй, Эмохэсулу и Фонэхэтокэсо, где захватили в плен 2 тысячи человек.
В апреле 1608 года по приказу Нурхаци его полководцы с пятитысячным войском выступили против племени ула. Маньчжуры осадили крепость Иханьалинь и взяли её. Погибло более тысячи жителей, а все остальное население было угнано в плен.
В январе 1610 года состоялся поход Нурхаци на район Хуе, принадлежавший племени воцзи. Маньчжуры захватили и привели домой более двух тысяч пленников.
В декабре 1610 года полководец Эйду во главе тысячного войска двинулся в поход на четыре района племени воцзи — Намдулу, Суйфэнь, Нингута и Нимача. Всех вождей этих мест Эйду призвал добровольно перейти на сторону Нурхаци.
В августе 1611 года состоялся маньчжурский поход на местности Ургучэнь и Мулунь племени воцзи, в результате которого было взято в плен более тысячи человек. В январе 1612 года маньчжуры совершили поход на город Чжакута в местности Хурха. Было убито свыше тысячи местных жителей, взято в плен 2 тысячи человек. После завоеваний других населенных мест Эйду прислал к Нурхаци еще 500 семей, захваченный в плен.
В октябре 1612 года Нурхаци во главе маньчжурской армии выступил в поход на владения племени ула. Вождь ула — Бучжаньтай со своим войском двинулся навстречу противнику. Но его воины были так напуганы боевой строгостью рядов противника, что не приняли боя и отступили. Нурхаци взял пять прибрежных городков ула на реке Улахэ.
В феврале 1613 года Нурхаци предпринял новый поход против Бучжаньтая. 7 марта огромное маньчжурское войско подошло к укреплению Суньчжатай и штурмом овладело еще двумя крепостями. Бучжаньтай во главе 30-тысячного войска выступил навстречу маньчжурам, но был разбит в сражении у крепости Фурха и бежал к племени ехэ. Все городки и крепости племени ула признали верховную власть Нурхаци.

## Четвертый этап (1614—1626)
После завоевания племени ула Нурхаци приступил к покорению ехэ — наиболее могущественного из племен Хулуньского объединения. Племя Ехэ проживало на территории к северо-востоку от заставы Вэйюаньпу, в бассейне реки Ехэхэ (современная река Тунхэ).
В октябре 1614 года Нурхаци во главе 40-тысячной маньчжурской армии выступил в первый поход на племя ехэ. Маньчжуры заняли крепость Усу, жители которой сдались добровольно. Затем маньчжуры захватили 19 городков и других населенных пунктов ехэ, сжигая дома и посевы. В декабре 1614 года Нурхаци организовал поход на два района Ялань и Силинь племени воцзи. Маньчжуры захватили 1000 человек сдавшихся и вернулись домой.
В декабре 1615 года 2-тысячное маньчжурское войско осадило и взяло штурмом город Дунъзхэйкулунь племени воцзи. При штурме городка погибло более 800 защитников, 10 тысяч человек было взято в плен, а 500 семей добровольно перешло на сторону Нурхаци.
В 1616 году Нурхаци организовал военный поход на племени сахалянь. 2-тысячное маньчжурское войско под командованием военачальников Дарханся и Сюнькэло захватило 36 селений по северному и южному берегу реки Сахаляньхэ. Затем маньчжуры переправились на северный берег реки и захватили 11 селений племени сахалянь.
В октябре 1616 года лидеры племени ехэ, испытавшие серьезный военный нажим Нурхаци, обратились за помощью к Минской империи. Вожди ехэ Цзинь-тайши и Буянгту сообщали в Пекин, что Нурхаци захватил уже три владения Хулуньского объединения и стремится захватить пограничную китайскую провинцию Ляодун. Минский двор выступил в поддержку ехэ и отправил к ним на помощь 1000 китайских солдат с огнестрельным оружием. Минское правительство усилило свои гарнизоны в Ляодуне и потребовало от Нурхаци прекратить военные действия против ехэ.
В феврале 1618 года Нурхаци объявил о начале войны против Минской империи. В феврале 1619 года маньчжурское войско вторглось во владения племени ехэ и разорило более 20 крупных и мелких селений, захватывая местное население в плен. 1 марта 1619 года маньчжуры в битве у горы Сарху наголову разгромили 200-тысячное минское войско, посланное на помощь ехэ.
В сентябре 1619 года войска Нурхаци окружили крепость Буянгу, второго вождя ехэ, а к востоку от неё взяли штурмом Дунчэн, резиденцию главного вождя племени ехэ Цзинь-тайши. Гарнизоны других осажденных городков ехэ, узнав о падении Дунчэна, добровольно сдались маньчжурам. Большая часть населения племени ехэ была уведена в Маньчжоу и влита в состав Восьми маньчжурских знамён.
В феврале и июле 1619 года отмечены два похода маньчжурских войск на местность Хурха племени воцзи. Во время первого похода маньчжуры захватили 2 тысячи взрослых мужчин, а во втором походе — тысячу семей с 2 тысячами взрослых мужчин.
В сентябре и ноябре 1625 года состоялись два маньчжурских похода на племя хурха. В первый раз было захвачено 500 семей. Во второй раз маньчжурские войска под командованием Абая, сына Нурхаци, которые были посланы на «племя хурха северной части Восточного моря», захватили 1500 пленников.
21 сентября 1626 года Нурхаци скончался. Его преемником был избран один из его сыновей, четвертый бэйлэ Абахай, известный под храмовым именем Тайцзун Вэньхуанди.